# گستوونیا (کارولینای شمالی)
گستوونیا (به انگلیسی: Gastonia) شهری در ایالت کارولینای شمالی کشور ایالات متحده آمریکا است که جمعیت آن در سرشماری سال ۲۰۱۰ میلادی، ۷۱٬۷۴۱ نفر بوده‌است.